# Медична психологія
Меди́чна психоло́гія — наука на стику медицини та психології, яка вивчає загальні й окремі психологічні закономірності змін і відновлювання психічної діяльності за різних патологічних станів, при аномаліях розвитку та дезадаптаціях і їх психодіагностику, психотерапію, психокорекцію, реабілітацію та психопрофілактику.
Вона виходить із психологічних теорій і психологічних методів, розроблених на їх підставі, головна роль яких полягає у вирішенні наукових і практичних проблем, актуальних для медицини..
Американська академія медичної психології визначає медичну психологію як спеціальність, що призначена для проведення розширених діагностичних і клінічних втручань в медичних установах та закладах охорони здоров'я із використанням знань і навичок клінічної психології, психології здоров'я, поведінкової медицини, психофармакології і фундаментальної медичної науки.
Також під медичною психологією розуміють галузь практичної медицини, в якій працюють медичні психологи.
В Україні спеціальність «Медична психологія» входить до переліку медичних спеціальностей, а відповідний спеціаліст має назву лікар-психолог.

## Напрями досліджень
Напрями досліджень:
- методологія медичної психології; деонтологічні, етичні й організаційні проблеми надання медичної допомоги;
- патопсихологія: вивчення ролі психологічних чинників в етіології та патогенезі різних психічних розладів, застосування даних патопсихологічних досліджень у диференційній діагностиці різних захворювань, порушеннях психічних процесів і особистості при різних психічних розладах;
- нейропсихологія: вивчення принципів і методів нейропсихологічної діагностики та відновлювального навчання, структури та динаміки порушень психічних функцій і особистості при локальних і дифузних ураженнях мозку різної етіології: (Див. також Нейронаука, Нейропластичність, Афірмація)
- психосоматика: вивчення впливу психічних чинників на психічну діяльність, психосоматичні розлади в структурі різних захворювань, психологічних чинників і механізмів розвитку різних видів адиктивної поведінки;
- психологія аномального онтогенезу та інволюції: вивчення закономірностей порушень психічної діяльності в дитячому віці, методів психодіагностики аномалій психічного розвитку, психологічних аспектів корекційно-педагогічної та психотерапевтичної роботи з аномальними дітьми, порушень психічних функцій, особистості та поведінки при різних варіантах патологічного старіння;
- психологічне консультування, психотерапія, психокорекція, психопрофілактика, психогігієна та судово-психологічна експертиза — система, принципи, методи.

## Навчання та діяльність медичного психолога в Україні
В Україні лікар (лікар-психолог) за спеціальністю «Медична психологія» належить до однієї з лікарських спеціальностей, а серед його завдань та обов'язків є здійснення психопрофілактики серед людей груп ризику, психодіагностика та лікування і психотерапія хворих соматичного і психічного профілю спільно з відповідними лікарями-спеціалістами, психологічна реабілітація із застосуванням спеціальних методик. Ці компетенції також підтверджуються наявністю в програмі підготовки майже всіх дисциплін підготовки «класичного» лікаря та ліцензійних інтегрованих іспитів КРОК 1 та КРОК 2.
Кваліфікаційна характеристика лікаря-психолога визначає надання психологічної допомоги особам різного віку, неспроможним справитися з несприятливими умовами, що склалися в їхньому житті. Лікар-психолог має розширені психологічні компетенції в порівнянні з психологом. А освітньо-кваліфікаційна характеристика визначає майже повний перелік психологічних компетенцій лікаря-психолога, підтверджених програмою підготовки.
Випуском лікарів-психологів займаються відповідні факультети медичних університетів, зокрема медико-психологічний. Станом на 2021 рік таких закладів в Україні було 3. Після закінчення навчання випускники навчаються в інтернатурі протягом року. Після підготовки в інтернатурі фахівцю присвоюється спеціалізація — лікар-психолог, після чого він здатний самостійно виконувати професійну роботу та займати посаду лікаря-психолога в закладах охорони здоров‘я України: багатопрофільних та спеціалізованих лікарнях, диспансерах, поліклініках, пологових будинках, центрах медико-соціальної експертизи, реабілітаційних центрах та приватних медичних закладах.
Система післядипломної освіти фахівця з медичної психології включає можливість навчання в аспірантурі.

## Фахові об'єднання
Єдиним всеукраїнським професійним об'єднанням фахівців за спеціальністю «медична психологія» є Українська асоціація лікарів-психологів, створена в 2011 році. Завдяки старанням асоціації медична психологія в Україні має стабільний розвиток.

### Книги
- Медична психологія. Т.1. Загальна медична психологія (за ред.) Пилягіна Г. Я., 2020, 288 с.
- Hunter, Christine M.; Hunter, Christopher L.; Kessler, Rodger (2014). Handbook of clinical psychology in medical settings: evidence-based assessment and intervention. New York. ISBN 978-0-387-09817-3.
- De Visser, Richard (2021). Psychology for medicine & healthcare (вид. Third edition). London. ISBN 978-1-5264-9682-9.
- Серії книг
  - Advances in Psychology
  - Progress in Brain Research
  - Recent Research in Psychology

### Журнали
- Psychological Medicine